# Richard Sennett
Pour les articles homonymes, voir Sennett.
Richard Sennett, né le 1er janvier 1943 à Chicago, est un sociologue et historien américain qui enseigne à la London School of Economics et à l'université de New York, également romancier et musicien. Poussé vers la sociologie par Hannah Arendt, il reconnaît l'influence déterminante de Michel Foucault sur son travail. Il est fondateur du New York Institute for the Humanities.
Sennett a reçu entre autres le Hegel-Preis à Stuttgart en 2006, le prix Gerda Henkel à Dusseldorf, le Prix Spinoza en 2010, le Prix Hemingway à Lignano Sabbiadoro en 2015, et le Prix européen de l'essai Charles Veillon à Lausanne en 2016.
Il a pour épouse la sociologue néerlandaise Saskia Sassen.

## Œuvre
Il s'intéresse dans un premier temps à la vie ouvrière en milieu urbain. Il aborde en sociologue les questions d'architecture et d'urbanisme, puis élargit son champ à l'étude de la corrosion du caractère induite par l'instabilité des parcours professionnels dans le système capitaliste flexible. Il se fonde sur les récits de vie, notamment de travailleurs condamnés à la mobilité, privés de liens durables. Il s'est intéressé à la figure de l'exilé, dont les autres ne peuvent comprendre l'origine qu'à travers des clichés.
Dans Ce que sait la main. La culture de l'artisanat (The Craftsman, 2008), Sennett élargit la notion d'artisanat à tout travail qualifié impliquant la main, et visant l'excellence. Il dénonce une interprétation restrictive de l’artisanat comme travail manuel, interprétation qui remonterait à Aristote, mais qui serait plus profondément liée à l’ambivalence de la technique dans la civilisation occidentale. Notre civilisation est confrontée aux problèmes engendrés par la séparation de la tête et de la main, des tâches de conception et des travaux d’exécution. « La tête et la main sont séparées intellectuellement, mais aussi socialement ». Il critique la vision du travail développée par Hannah Arendt, qu’il eut comme professeur à New York. L’homme n’accède pas à l’esprit une fois le travail fini, en discutant sur l'agora. C’est dans le jeu, tout d’abord, puis dans le travail, que l’homme se réalise lui-même. 
Richard Sennett se rattache lui-même au courant du pragmatisme américain (William James, John Dewey, Charles Sanders Peirce, etc.), qui se confronte au monde matériel et aux problèmes concrets. Il en souligne la dimension politique, contre Hannah Arendt : « On pourrait dire que le pragmatisme moderne prend pour argent comptant la conviction de Thomas Jefferson : le fondement de la citoyenneté est d’apprendre à bien travailler ». L'auteur reconnaît aussi pour inspirateurs John Ruskin, William Morris, John Dewey, Max Weber, Henri Bergson, Johan Huizinga, André Leroi-Gourhan, Erik Erikson, Clifford Geertz, William Edwards Deming, Albert O. Hirschman, Karl et Michael Polanyi.
Matérialiste, il pense « peu probable que le refuge dans les valeurs spirituelles nous aide beaucoup ». La satisfaction et la réassurance de la matière, l'apprentissage à partir de l'expérience et la sanction du réel, caractéristiques de l’artisanat traditionnel, peuvent nous protéger des idées fausses, du totalitarisme technologique, de l'isolement social, de l'anomie et de l'indifférence à l'environnement.
Richard Sennett a été l'un des défenseurs de l'instauration d'un revenu minimum garanti par l'État aux États-Unis et associé à un partage du travail.

## Œuvres

### Essais
- Nineteenth Century Cities: Essays In The New Urban History, coauthor, Yale (1969)
- Classic Essays On The Culture Of Cities, editor (1969),  (ISBN 0-13-135194-X)
- The Uses of Disorder: Personal Identity & City Life  (1970),  (ISBN 0-393-30909-6)
- Families Against the City: Middle Class Homes of Industrial Chicago, 1872-1890, Harvard (1970),  (ISBN 0-674-29226-X)
  - (fr) La Famille contre la ville : Les classes moyennes de Chicago à l’ère industrielle (1872-1890) [« Families Against the City: Middle Class Homes of Industrial Chicago, 1872-1890 »], éditions Recherches, 1980, 248 p. (ISBN 978-2-86222-022-2)
- The Hidden Injuries of Class, with Jonathan Cobb, Knopf (1972),  (ISBN 0-393-31085-X)
- The Fall of Public Man, Knopf (1977),  (ISBN 0-14-100757-5)
  - (fr) Les Tyrannies de l’intimité [« The Fall of Public Man »], Seuil, 1979
- Authority (1980),  (ISBN 0-571-16189-8)
  - (fr) Autorité, collection « L’espace du politique », Fayard, 1982.
- The Conscience of the Eye: The design and social life of cities, Faber and Faber (1991),  (ISBN 0-393-30878-2)
  - (fr) La Conscience de l’œil : urbanisme et société, Verdier, 2000.
- Flesh and Stone: The Body And The City In Western Civilization, Norton (1994),  (ISBN 0-393-31391-3)
  - (fr) La Chair et la Pierre : le corps et la ville dans la civilisation occidentale, Verdier, 2002.
- The Corrosion of Character, The Personal Consequences Of Work In the New Capitalism, Norton (1998),  (ISBN 0-393-31987-3)
  - (fr) Le Travail sans qualités : Les conséquences humaines de la flexibilité, Albin Michel, 2000, 221 p. (ISBN 978-2-226-11501-0)
- Respect in a World of Inequality, Penguin (2003),  (ISBN 0-393-32537-7)
  - (fr) Respect : De la dignité de l'homme dans un monde d'inégalité [« Respect in a World of Inequality »], Albin Michel, 2003, 304 p. (ISBN 978-2-226-13717-3)
- The Culture of the New Capitalism, Yale (2006),  (ISBN 0-300-11992-5)
  - (fr) La culture du nouveau capitalisme [« The Culture of the New Capitalism »], Albin Michel, 2006, 157 p. (ISBN 978-2-226-17097-2)
- The Craftsman, Allen Lane (2008),  (ISBN 978-0-7139-9873-3)
  - (fr) Ce que sait la main : La culture de l'artisanat [« The Craftsman »], Paris, Albin Michel, 2010, 403 p. (ISBN 978-2-226-18719-2)
- The Foreigner: Two Essays on Exile, Notting Hill (2011),  (ISBN 1-907903-08-9)
- Together: The Rituals, Pleasures, and Politics of Cooperation, Yale (2012),  (ISBN 0-300-11633-0)
  - (fr) Ensemble : pour une éthique de la coopération [« Together: The Rituals, Pleasures, and Politics of Cooperation »], Paris, Albin Michel, 2013, 378 p.  (ISBN 978-2-226-25370-5)
- Building and Dwelling: Ethics for the City,  (ISBN 9780374200336)
  - (fr) Bâtir et habiter : Pour une éthique de la ville, Albin Michel, 2019,  (ISBN 978-2226439277)

### Fictions
- The Frog Who Dared to Croak (1982),  (ISBN 0-374-15884-3)
  - (fr) Les Grenouilles de Transylvanie, Fayard, 1985.
- An Evening of Brahms (1984)
  - (fr) Une Soirée Brahms, Fayard, 1985.
- Palais-Royal (1986),  (ISBN 0-393-31251-8)
  - (fr) Palais-Royal, Albin Michel, 1988.